# Naturdenkmal Doline Dollenseite
Das Naturdenkmal Doline Dollenseite mit einer Größe von 0,23 ha liegt nordöstlich von Brilon nahe am großen Industriegebiet am nordöstlichen Stadtrand. Das Gebiet wurde 2008 mit dem Landschaftsplan Briloner Hochfläche durch den Hochsauerlandkreis als Naturdenkmal (ND) ausgewiesen. Das Naturdenkmal ist umgeben vom Landschaftsschutzgebiet Offenlandkomplex um Wülfte / Briloner Hochfläche.
Das ND Doline Dollenseite gehört zu den sieben Naturdenkmälern im Landschaftsplan Briloner Hochfläche welche als Karsterscheinungen festgesetzt wurden. Dabei handelt es sich um vier Schwalglöcher und drei Dolinen.
Die Doline Dollenseite befindet sich mitten in landwirtschaftlichen Flächen. Die Doline selbst und die direkte Umgebung wird als Grünland genutzt. Sie ist nur durch eine leichte Muldenlage zu erkennen. Die Schutzausweisung erfolgte laut Landschaftsplan um eine Verfüllung zu verhindern.